# Amtsgericht Dirschau
Das Amtsgericht Dirschau war ein preußisches Amtsgericht mit Sitz in Dirschau.

## Geschichte
Das königlich preußische Amtsgericht Dirschau wurde mit Wirkung zum 1. Oktober  1879 als eines von neun Amtsgerichten im Bezirk des Landgerichtes Danzig im Bezirk des Oberlandesgerichtes Marienwerder gebildet. Der Sitz des Gerichtes war Dirschau. Sein Gerichtsbezirk umfasste aus dem Kreis Preußisch Stargard den Stadtbezirk Dirschau, die Amtsbezirke Dalwin, Gardschau, Gerdin, Lindenhof, Liebschau, Pelplin, Forstgutsbezirk Pelplin, Rathstube Schlanz, Subkau, Watzmiers und Zeisgendorf, den Amtsbezirk Borroschau ohne den Gemeindebezirk Labuynken und des Gutsbezirks Bojahren sowie aus dem Amtsbezirk Swaroschin die Gutsbezirke Geschin und Wentkau. Am Gericht bestanden 1880 drei Richterstellen. Das Amtsgericht war damit ein mittelgroßes Amtsgericht im Landgerichtsbezirk. Der Amtsgerichtsbezirk kam aufgrund des Versailler Vertrages 1919 zu Polen, und das Amtsgericht stellte seine Arbeit ein. Im Jahre 1939 wurde Polen deutsch besetzt. Im Rahmen der Neuorganisation der Gerichte in Ostdeutschland und im ehemaligen Polen wurden das Amtsgericht Dirschau neu gebildet und erneut dem Landgericht Danzig zugeordnet.
Im Jahre 1945 wurde der Amtsgerichtsbezirk unter polnische Verwaltung gestellt, und die deutschen Einwohner wurden vertrieben. Damit endete auch die Geschichte des Amtsgerichtes Dirschau. Unter polnischer Verwaltung entstand das Sąd Rejonowy w Tczewie (1950–1975: Sąd Powiatowy w Tczewie).